# Norbert Dufourcq
Norbert Dufourcq (* 21. September 1904 in Saint-Jean-de-Braye bei Orléans; † 19. Dezember 1990 in Paris) war ein französischer Musikhistoriker und Organist.

## Leben und Wirken
Norbert Dufourcq studierte an der École nationale des chartes. Orgelunterricht hatte er bei André Marchal (1894–1980). Dufourcq war von 1923 bis zu seinem Tode Organist an Saint-Merry in Paris. Gemeinsam mit Bérenger de Miramon Fitz-James gründete er 1927 die Association des Amis de l’Orgue. An den von dieser Gesellschaft organisierten Orgelwettbewerben beteiligten sich im Lauf der Jahre die meisten namhaften Organisten Frankreichs. Daneben gab er die Vierteljahreszeitschrift L’Orgue heraus. Er unterrichtete von 1941 bis 1975 Musikgeschichte am Pariser Konservatorium und 1958 bis 1963 Musikwissenschaft an der École Normale de Musique. Dufurcq verfasste Schriften zur Musikgeschichte und insbesondere zur Geschichte der Orgel. Daneben trat er auch als Herausgeber von Werken französischer Komponisten des 17. und 18. Jahrhunderts hervor.

## Schriften
- Esquisse d’une Histoire de l’orgue en France du XIIIe à la fin du XVIIIe siècle, Larousse, 1935
- Documents inédits pour servir à l’histoire de l’orgue, Droz-Fischbacher, 1935
- Les grandes formes de la musique d’orgue, Paris 1937
- La Musique des origines à nos jours, Larousse, 1946
- Jean-Sébastien Bach, génie allemand, génie latin?, Paris, La Colombe, 1947
- Le clavecin, Presses Universitaires de France, 1949 (Que sais-je ? N° 331)
- La musique: les hommes, les instruments, les œuvres, Larousse, 1965
- Le livre de l’orgue français, 1589–1789. 5 Bände. Picard, Paris 1971–1982 (Inhalt)